# Apechthis bazani
Apechthis bazani là một loài tò vò trong họ Ichneumonidae.